# Alfredo Barata da Rocha
Alfredo Barata da Rocha (1891 - 1956) foi médico e poeta português.
Foi ferido duas vezes em campanha na Primeira Guerra Mundial. Foi presidente do Núcleo do Porto da Liga dos Combatentes fundada em 26 de Fevereiro de 1925.

## Obras
- Gases Tóxicos.
- Névoa de Frandes de 1924 com 134 páginas.
- Soldadinhos da Africa e da França.